# Gollania cylindricarpa
Gollania cylindricarpa är en bladmossart som beskrevs av Brotherus 1908. Gollania cylindricarpa ingår i släktet Gollania och familjen Hypnaceae. Inga underarter finns listade i Catalogue of Life.